# Список десятиліть
|  | Службовий список статей, створений для координації робіт з розвитку теми. Це попередження не встановлюється на інформаційні списки і глосарії. |

У цій статті представлений список десятиліть від початку XVIII століття до н. е. до кінця XXI століття, з внутрішніми посиланнями на відповідні статті з більш детальною інформацією.
| Століття                  | Десятиліття               | Десятиліття               | Десятиліття               | Десятиліття               | Десятиліття               | Десятиліття               | Десятиліття               | Десятиліття               | Десятиліття               | Десятиліття               |
| 2-ге тисячоліття до н. е. | 2-ге тисячоліття до н. е. | 2-ге тисячоліття до н. е. | 2-ге тисячоліття до н. е. | 2-ге тисячоліття до н. е. | 2-ге тисячоліття до н. е. | 2-ге тисячоліття до н. е. | 2-ге тисячоліття до н. е. | 2-ге тисячоліття до н. е. | 2-ге тисячоліття до н. е. | 2-ге тисячоліття до н. е. |
| ------------------------- | ------------------------- | ------------------------- | ------------------------- | ------------------------- | ------------------------- | ------------------------- | ------------------------- | ------------------------- | ------------------------- | ------------------------- |
| XVIII століття до н. е.   | 1790-ті до н. е.          | 1780-ті до н. е.          | 1770-ті до н. е.          | 1760-ті до н. е.          | 1750-ті до н. е.          | 1740-ві до н. е.          | 1730-ті до н. е.          | 1720-ті до н. е.          | 1710-ті до н. е.          | 1700-ті до н. е.          |
| XVII століття до н. е.    | 1690-ті до н. е.          | 1680-ті до н. е.          | 1670-ті до н. е.          | 1660-ті до н. е.          | 1650-ті до н. е.          | 1640-ві до н. е.          | 1630-ті до н. е.          | 1620-ті до н. е.          | 1610-ті до н. е.          | 1600-ті до н. е.          |
| XVI століття до н. е.     | 1590-ті до н. е.          | 1580-ті до н. е.          | 1570-ті до н. е.          | 1560-ті до н. е.          | 1550-ті до н. е.          | 1540-ві до н. е.          | 1530-ті до н. е.          | 1520-ті до н. е.          | 1510-ті до н. е.          | 1500-ті до н. е.          |
| XV століття до н. е.      | 1490-ті до н. е.          | 1480-ті до н. е.          | 1470-ті до н. е.          | 1460-ті до н. е.          | 1450-ті до н. е.          | 1440-ві до н. е.          | 1430-ті до н. е.          | 1420-ті до н. е.          | 1410-ті до н. е.          | 1400-ті до н. е.          |
| XIV століття до н. е.     | 1390-ті до н. е.          | 1380-ті до н. е.          | 1370-ті до н. е.          | 1360-ті до н. е.          | 1350-ті до н. е.          | 1340-ві до н. е.          | 1330-ті до н. е.          | 1320-ті до н. е.          | 1310-ті до н. е.          | 1300-ті до н. е.          |
| XIII століття до н. е.    | 1290-ті до н. е.          | 1280-ті до н. е.          | 1270-ті до н. е.          | 1260-ті до н. е.          | 1250-ті до н. е.          | 1240-ві до н. е.          | 1230-ті до н. е.          | 1220-ті до н. е.          | 1210-ті до н. е.          | 1200-ті до н. е.          |
| XII століття до н. е.     | 1190-ті до н. е.          | 1180-ті до н. е.          | 1170-ті до н. е.          | 1160-ті до н. е.          | 1150-ті до н. е.          | 1140-ві до н. е.          | 1130-ті до н. е.          | 1120-ті до н. е.          | 1110-ті до н. е.          | 1100-ті до н. е.          |
| XI століття до н. е.      | 1090-ті до н. е.          | 1080-ті до н. е.          | 1070-ті до н. е.          | 1060-ті до н. е.          | 1050-ті до н. е.          | 1040-ві до н. е.          | 1030-ті до н. е.          | 1020-ті до н. е.          | 1010-ті до н. е.          | 1000-ні до н. е.          |
| 1-ше тисячоліття до н. е. |                           |                           |                           |                           |                           |                           |                           |                           |                           |                           |
| X століття до н. е.       | 990-ті до н. е.           | 980-ті до н. е.           | 970-ті до н. е.           | 960-ті до н. е.           | 950-ті до н. е.           | 940-ві до н. е.           | 930-ті до н. е.           | 920-ті до н. е.           | 910-ті до н. е.           | 900-ті до н. е.           |
| IX століття до н. е.      | 890-ті до н. е.           | 880-ті до н. е.           | 870-ті до н. е.           | 860-ті до н. е.           | 850-ті до н. е.           | 840-ві до н. е.           | 830-ті до н. е.           | 820-ті до н. е.           | 810-ті до н. е.           | 800-ті до н. е.           |
| VIII століття до н. е.    | 790-ті до н. е.           | 780-ті до н. е.           | 770-ті до н. е.           | 760-ті до н. е.           | 750-ті до н. е.           | 740-ві до н. е.           | 730-ті до н. е.           | 720-ті до н. е.           | 710-ті до н. е.           | 700-ті до н. е.           |
| VII століття до н. е.     | 690-ті до н. е.           | 680-ті до н. е.           | 670-ті до н. е.           | 660-ті до н. е.           | 650-ті до н. е.           | 640-ві до н. е.           | 630-ті до н. е.           | 620-ті до н. е.           | 610-ті до н. е.           | 600-ті до н. е.           |
| VI століття до н. е.      | 590-ті до н. е.           | 580-ті до н. е.           | 570-ті до н. е.           | 560-ті до н. е.           | 550-ті до н. е.           | 540-ві до н. е.           | 530-ті до н. е.           | 520-ті до н. е.           | 510-ті до н. е.           | 500-ті до н. е.           |
| V століття до н. е.       | 490-ті до н. е.           | 480-ті до н. е.           | 470-ті до н. е.           | 460-ті до н. е.           | 450-ті до н. е.           | 440-ві до н. е.           | 430-ті до н. е.           | 420-ті до н. е.           | 410-ті до н. е.           | 400-ті до н. е.           |
| IV століття до н. е.      | 390-ті до н. е.           | 380-ті до н. е.           | 370-ті до н. е.           | 360-ті до н. е.           | 350-ті до н. е.           | 340-ві до н. е.           | 330-ті до н. е.           | 320-ті до н. е.           | 310-ті до н. е.           | 300-ті до н. е.           |
| III століття до н. е.     | 290-ті до н. е.           | 280-ті до н. е.           | 270-ті до н. е.           | 260-ті до н. е.           | 250-ті до н. е.           | 240-ві до н. е.           | 230-ті до н. е.           | 220-ті до н. е.           | 210-ті до н. е.           | 200-ті до н. е.           |
| II століття до н. е.      | 190-ті до н. е.           | 180-ті до н. е.           | 170-ті до н. е.           | 160-ті до н. е.           | 150-ті до н. е.           | 140-ві до н. е.           | 130-ті до н. е.           | 120-ті до н. е.           | 110-ті до н. е.           | 100-ті до н. е.           |
| I століття до н. е.       | 90-ті до н. е.            | 80-ті до н. е.            | 70-ті до н. е.            | 60-ті до н. е.            | 50-ті до н. е.            | 40-ві до н. е.            | 30-ті до н. е.            | 20-ті до н. е.            | 10-ті до н. е.            | 0-ві до н. е.             |
| 1-ше тисячоліття          |                           |                           |                           |                           |                           |                           |                           |                           |                           |                           |
| I століття                | 0-ві                      | 10-ті                     | 20-ті                     | 30-ті                     | 40-ві                     | 50-ті                     | 60-ті                     | 70-ті                     | 80-ті                     | 90-ті                     |
| II століття               | 100-ті                    | 110-ті                    | 120-ті                    | 130-ті                    | 140-ві                    | 150-ті                    | 160-ті                    | 170-ті                    | 180-ті                    | 190-ті                    |
| III століття              | 200-ті                    | 210-ті                    | 220-ті                    | 230-ті                    | 240-ві                    | 250-ті                    | 260-ті                    | 270-ті                    | 280-ті                    | 290-ті                    |
| IV століття               | 300-ті                    | 310-ті                    | 320-ті                    | 330-ті                    | 340-ві                    | 350-ті                    | 360-ті                    | 370-ті                    | 380-ті                    | 390-ті                    |
| V століття                | 400-ті                    | 410-ті                    | 420-ті                    | 430-ті                    | 440-ві                    | 450-ті                    | 460-ті                    | 470-ті                    | 480-ті                    | 490-ті                    |
| VI століття               | 500-ті                    | 510-ті                    | 520-ті                    | 530-ті                    | 540-ві                    | 550-ті                    | 560-ті                    | 570-ті                    | 580-ті                    | 590-ті                    |
| VII століття              | 600-ті                    | 610-ті                    | 620-ті                    | 630-ті                    | 640-ві                    | 650-ті                    | 660-ті                    | 670-ті                    | 680-ті                    | 690-ті                    |
| VIII століття             | 700-ті                    | 710-ті                    | 720-ті                    | 730-ті                    | 740-ві                    | 750-ті                    | 760-ті                    | 770-ті                    | 780-ті                    | 790-ті                    |
| IX століття               | 800-ті                    | 810-ті                    | 820-ті                    | 830-ті                    | 840-ві                    | 850-ті                    | 860-ті                    | 870-ті                    | 880-ті                    | 890-ті                    |
| X століття                | 900-ті                    | 910-ті                    | 920-ті                    | 930-ті                    | 940-ві                    | 950-ті                    | 960-ті                    | 970-ті                    | 980-ті                    | 990-ті                    |
| 2-ге тисячоліття          |                           |                           |                           |                           |                           |                           |                           |                           |                           |                           |
| XI століття               | 1000-ні                   | 1010-ті                   | 1020-ті                   | 1030-ті                   | 1040-ві                   | 1050-ті                   | 1060-ті                   | 1070-ті                   | 1080-ті                   | 1090-ті                   |
| XII століття              | 1100-ті                   | 1110-ті                   | 1120-ті                   | 1130-ті                   | 1140-ві                   | 1150-ті                   | 1160-ті                   | 1170-ті                   | 1180-ті                   | 1190-ті                   |
| XIII століття             | 1200-ті                   | 1210-ті                   | 1220-ті                   | 1230-ті                   | 1240-ві                   | 1250-ті                   | 1260-ті                   | 1270-ті                   | 1280-ті                   | 1290-ті                   |
| XIV століття              | 1300-ті                   | 1310-ті                   | 1320-ті                   | 1330-ті                   | 1340-ві                   | 1350-ті                   | 1360-ті                   | 1370-ті                   | 1380-ті                   | 1390-ті                   |
| XV століття               | 1400-ті                   | 1410-ті                   | 1420-ті                   | 1430-ті                   | 1440-ві                   | 1450-ті                   | 1460-ті                   | 1470-ті                   | 1480-ті                   | 1490-ті                   |
| XVI століття              | 1500-ті                   | 1510-ті                   | 1520-ті                   | 1530-ті                   | 1540-ві                   | 1550-ті                   | 1560-ті                   | 1570-ті                   | 1580-ті                   | 1590-ті                   |
| XVII століття             | 1600-ті                   | 1610-ті                   | 1620-ті                   | 1630-ті                   | 1640-ві                   | 1650-ті                   | 1660-ті                   | 1670-ті                   | 1680-ті                   | 1690-ті                   |
| XVIII століття            | 1700-ті                   | 1710-ті                   | 1720-ті                   | 1730-ті                   | 1740-ві                   | 1750-ті                   | 1760-ті                   | 1770-ті                   | 1780-ті                   | 1790-ті                   |
| XIX століття              | 1800-ті                   | 1810-ті                   | 1820-ті                   | 1830-ті                   | 1840-ві                   | 1850-ті                   | 1860-ті                   | 1870-ті                   | 1880-ті                   | 1890-ті                   |
| XX століття               | 1900-ті                   | 1910-ті                   | 1920-ті                   | 1930-ті                   | 1940-ві                   | 1950-ті                   | 1960-ті                   | 1970-ті                   | 1980-ті                   | 1990-ті                   |
| 3-тє тисячоліття          |                           |                           |                           |                           |                           |                           |                           |                           |                           |                           |
| XXI століття              | 2000-ні                   | 2010-ті                   | 2020-ті                   | 2030-ті                   | 2040-ві                   | 2050-ті                   | 2060-ті                   | 2070-ті                   | 2080-ті                   | 2090-ті                   |

- Огляд
- Вибраний вміст
- План (структура)
- Списки
- Портали
- Глосарії
- Категорії
- Індекси

- Поточні події
- Посилання
- Культура
- Географія
- Історія
- Математика
- Природничі науки
- Народ і особистість
- Філософія
- Релігія і світогляд
- Суспільство
- Технологія

- Огляд академічних дисциплін
- Річниці (знаменні дати)
  - сьогодні
- Країни і території
- Списки осіб
  - список померлих цього року
- Тематичні часові послідовності
- Історична вісь

- Алфавітний покажчик
- Категорії
- Десяткова класифікація Дьюї
- Класифікація Бібліотеки Конгресу
- План Тезаурусу Роже
- Вікіпедія:Книги